# Баттерфилд, Герберт
Сэр Герберт Баттерфилд (англ. Herbert Butterfield; 7 октября 1900 года, Оксенхоуп, Йоркшир — 20 июля 1979 года, Соустон, Кембриджшир) — британский историк. Королевский профессор Кембриджа, член Британской академии (1965).

## Биография
Родился в методистской семье.
Получил образование в торговой школе в Кайгли, получил степень магистра искусств Кембриджского университета (1922(6?)). С 1924 по 1925 год член института фундаментальных исследований Принстонского университета. С 1928 по 1979 год профессор Кембриджского университета.
В 1923—1968 годах сотрудник кембриджского Питерхаус колледжа, его мастер с 1955 года. В 1944—1963 годах профессор современной истории, в 1963—1968 годах королевский профессор современной истории Кембриджа.
Вице-Канцлер Университета (1959—1961). С 1938 по 1952 год занимал должность редактора Кембриджского исторического журнала, в 1968 году был возведен в рыцарское достоинство.
Основным направлением интересов Баттерфилда была историография, история науки, конституционная история XVIII века, христианство и история, теория международной политики. Будучи протестантом, Баттерфилд интересовался религиозными вопросами, но он не верил, что историк может обнаружить десницу Божию в истории.
В своей интеллектуальной биографии «Герберт Баттерфилд: историк как инакомыслящий» (Herbert Butterfield: Historian as Dissenter) С. Т. Макинтайр фокусируется на тех творческих процессах, которые лежат в основе мысли Баттерфилда. Основываясь на огромном массиве опубликованных и неопубликованных работ Баттерфилда, Макинтайр показывает, как привязанность Баттерфилда христианской духовной традиции внесла живую струю в его исторические исследования.
Он также сыграл одну из ключевых ролей в возрождении изучения истории науки в Кембридже, председатель тамошнего Комитета по истории науки - когда учредитель оного Джозеф Нидэм в 1942 уехал в Китай.
В 1930-х имел страстный роман, не приведший, однако, к его разводу.

## «Вигская интерпретация истории»
Знаменитая иконоборческая работа, книга «Вигская интерпретация истории» создала Баттерфилду известность как историку. В момент публикации ему был 31 год, он преподавал в Кембридже. Книга представляла собой достаточно расплывчатое эссе, однако сама странная фраза «Вигская интерпретация истории» западала в память студентов.
В книге Баттерфилд определил «вигскую» историю как существенно телеологическую: «тенденция большинства историков писать на стороне протестантов и вигов, восхвалять революции, гарантировала их успешность. Они акцентировали определенные черты прогресса в прошлом и создавали историю, которая является ратификацией, если не восхвалением настоящего». Хотя Баттерфилд подразумевал английскую партию виги, его наблюдение выходило далеко за рамки данного феномена. Оно имело отношение к капиталистическим историкам, которые оправдывали доминирование индустриального запада, американским историкам, которые фиксировали уверенный подъем Соединенных Штатов до мировой силы, либеральным историкам и социологам, которые восхваляли триумф средних классов и даже евангелистам, которые рассматривали себя как непосредственных последователей апостола Павла, Мартина Лютера или какой-либо другой ключевой фигуры.
Баттерфилд в своей критике имел в виду не только историков-современников. Его критика построения линии прогресса от варварского прошлого к прекрасному настоящему может быть применена к более общим примерам. «Вигской интерпретацией истории» или историей, написанной победителями, Баттерфилд называет также и исторические труды эпохи Просвещения, для которых в полной мере характерен исторический позитивизм.
Позитивистские историки рассматривали мыслителей прошлого исходя из критериев современного знания. Все, что соответствовало новой концепции, восхвалялось, а все, что ей хоть сколько-нибудь противоречило, отвергалось как суеверие и слепая догма. Идеи, которые совпадали с их рационалистическими взглядами, они описывали как храбрые, смелые и творческие, независимо от того было ли оправданным придерживаться такой позиции в данный исторический период. И напротив, идеи, которые современная наука не одобряла, рассматривались как опасные, конформистские и не истинные, не учитывая того, была ли разумна такая позиция в свете тогдашнего знания. Научная революция, по мнению Баттерфилда, «… опрокинула авторитет в науке не только средних веков, но и древнего мира, … так как она имела своей целью не только устранение схоластической философии, но и разрушение аристотелевской физики, она затмила все, что связано с возникновением христианства и свела Возрождение и Реформацию к рангу простых эпизодов, простых внутренних сдвигов внутри системы средневекового христианства».
По мнению Баттерфилда «вигская» история искажает прошлое и должна быть пересмотрена. Оценка знания прошлого через призму знания современности является искаженным восприятием действительности. Историк должен погрузиться в контекст истории, постараться оценить прошлое через призму интеллектуального климата той эпохи, которую он изучает. Только при этом условии, по мнению Баттерфилда, возможна объективная оценка исторических событий прошлого.

## Сочинения
- The Whig Interpretation of History, London, 1931.
- Origins of Modern Science, 1300-1800. L., 1949.
- Christianity and History, 1949.
- Origins of History. L., 1981.

## Цитаты
- Секуляризация произошла в одно время с научной революцией, однако создается впечатление, что причиной ее было не одно лишь развитие науки — упадок христианства, как кажется, происходил по независимым от развития науки причинам[5].
- В курсе лекций «Истоки современной науки» для кембриджского Комитета по истории науки в 1948 утверждал, что научная революция «затмевает все со времен возникновения христианства и низводит Возрождение и Реформацию до уровня простых эпизодов, простых внутренних замен в системе средневекового христианства»[4].